# Nycteris grandis
Nycteris grandis је врста сисара из реда слепих мишева и породице Nycteridae. 

## Распрострањење
Врста је присутна у Бенину, Габону, Гани, ДР Конгу, Екваторијалној Гвинеји, Замбији, Камеруну, Кенији, Либерији, Малавију, Мозамбику, Нигерији, Обали Слоноваче, Републици Конго, Сенегалу, Сијера Леонеу, Судану, Танзанији, Тогу и Централноафричкој Републици.

## Станиште
Врста Nycteris grandis има станиште на копну.

## Угроженост
Ова врста није угрожена, и наведена је као последња брига јер има широко распрострањење.

### Популациони тренд
Популација ове врсте се смањује, судећи по расположивим подацима.